# Michael Debus
Michael Debus (geboren 1943) ist ein deutscher Anthroposoph, Pfarrer in der Christengemeinschaft und Buchautor. Nach seiner Schulzeit an der Freien Waldorfschule Uhlandshöhe in Stuttgart studierte er in Tübingen und Erlangen Mathematik, Physik und Philosophie. Seine theologische Ausbildung erhielt er am Priesterseminar der Christengemeinschaft in Stuttgart und empfing dort 1969 die Priesterweihe. Anschließend arbeitete er als Gemeindepfarrer und wurde 1978 in die Leitung des Freie Hochschule der Christengemeinschaft e. V. (Priesterseminar) berufen, die er bis 2007 innehatte. Michael Debus lebt heute in Stuttgart.

## Schriften
- Materie und Licht. Der Schwellenübergang des modernen Bewusstseins. Verlag Urachhaus, Stuttgart 1977, ISBN 3-87838-210-3
- Der Mensch im »Zugriff« des Computers. Verlag Urachhaus, Stuttgart 1985, ISBN 3-87838-447-5
- Glauben und Erkennen. Verlag Urachhaus, Stuttgart 1986, ISBN 3-87838-488-2
- Anthroposophie und die Erneuerung der christlichen Kirche. Verlag Urachhaus, Stuttgart 1989, ISBN 3-87838-610-9
- Maria Sophia. Das Element des Weiblichen im Werden der Menschheit. Verlag Urachhaus, Stuttgart 2020, ISBN         978-3-7725-2758-6
- Auferstehungskräfte im Schicksal. Die Sakramente der Christengemeinschaft. Verlag Urachhaus, Stuttgart 2011, ISBN 978-3-8251-7526-9
- Lebenskrisen und Lebensdramatik. Hinführung zu den Mysteriendramen von Rudolf Steiner. Verlag am Goetheanum, Dornach 2011, ISBN 978-3-7235-1424-5
- Mondenkarma und Sonnenkarma. Schicksalsverantwortung in den Mysteriendramen von Rudolf Steiner. Verlag am Goetheanum, Dornach 2012, ISBN 978-3-7235-1472-6
- Das Wesen der Eurythmie. Vergangenheitswurzeln und Zukunftswirklichkeit. Verlag am Goetheanum, Dornach 2012, ISBN 978-3-7235-1540-2
- Parsifal – Mythos des modernen Menschen. Hinführung zu Richard Wagners Bühnenweihfestpiel. Verlag am Goetheanum, Dornach 2014, ISBN 978-3-7235-1525-9
- Anthroposophie und religiöse Erneuerung. Die geistigen Wurzeln der Christengemeinschaft. Verlag Freies Geistesleben, Stuttgart 2021, ISBN 978-3-7725-3129-3
- Das Rätsel der Trinität. Annäherungen an ein Gottesverständnis der Zukunft. Verlag Freies Geistesleben, Stuttgart 2023, ISBN 978-3-7725-2808-8